# Gymnotocinclus
Gymnotocinclus – rodzaj słodkowodnych ryb sumokształtnych z rodziny zbrojnikowatych (Loricariidae), utworzony dla Gymnotocinclus anosteos, opisanego w 2008 z Río Tocantins. W 2017 opisano drugi gatunek.

## Zasięg występowania
Ameryka Południowa: Brazylia.

## Klasyfikacja
Gatunki zaliczane do tego rodzaju:
- Gymnotocinclus anosteos
- Gymnotocinclus canoeiro

Gatunkiem typowym jest Gymnotocinclus anosteos.